# Emma Stone
Emily Jean „Emma” Stone (n. 6 noiembrie 1988, Scottsdale, Arizona, SUA) este o actriță americană, câștigătoare a două premii Oscar, pentru rolurile din La La Land și Sărmane creaturi.

## Primii ani
Stone s-a născut în Scottsdale, Arizona. Părinții ei sunt Krista, arhitectă și Jeff Stone, antreprenor.
Stone are un frate cu doi ani mai tânăr. În adolescență  ea a fost membră a Teatrului Valley Yought, un teatru regional din Phoenix, Arizona. Aici Stone a jucat în prima sa producție scenică, The Wind in the Willows la vârsta de 11 ani. Stone a învățat la Sequoya Elementery School și Cocopah Middle School. Timp de doi ani de zile a învățat la domiciliu, perioadă în care a apărut în 16 spectacole la teatrul Valley Youth.
Stone a frecventat Xavier College Preparatory, un liceu catolic de fete timp de un semestru. Ea a făcut o prezentare în PowerPoint despre Madonna și Holywood, în încercarea de a-și convinge părinții să o lase să urmeze o carieră în Los Angeles. Tentativa a avut succes și la scurt timp Stone împreună cu mama ei s-au mutat pentru ca ea să poată să participe la audiții.

## Carieră

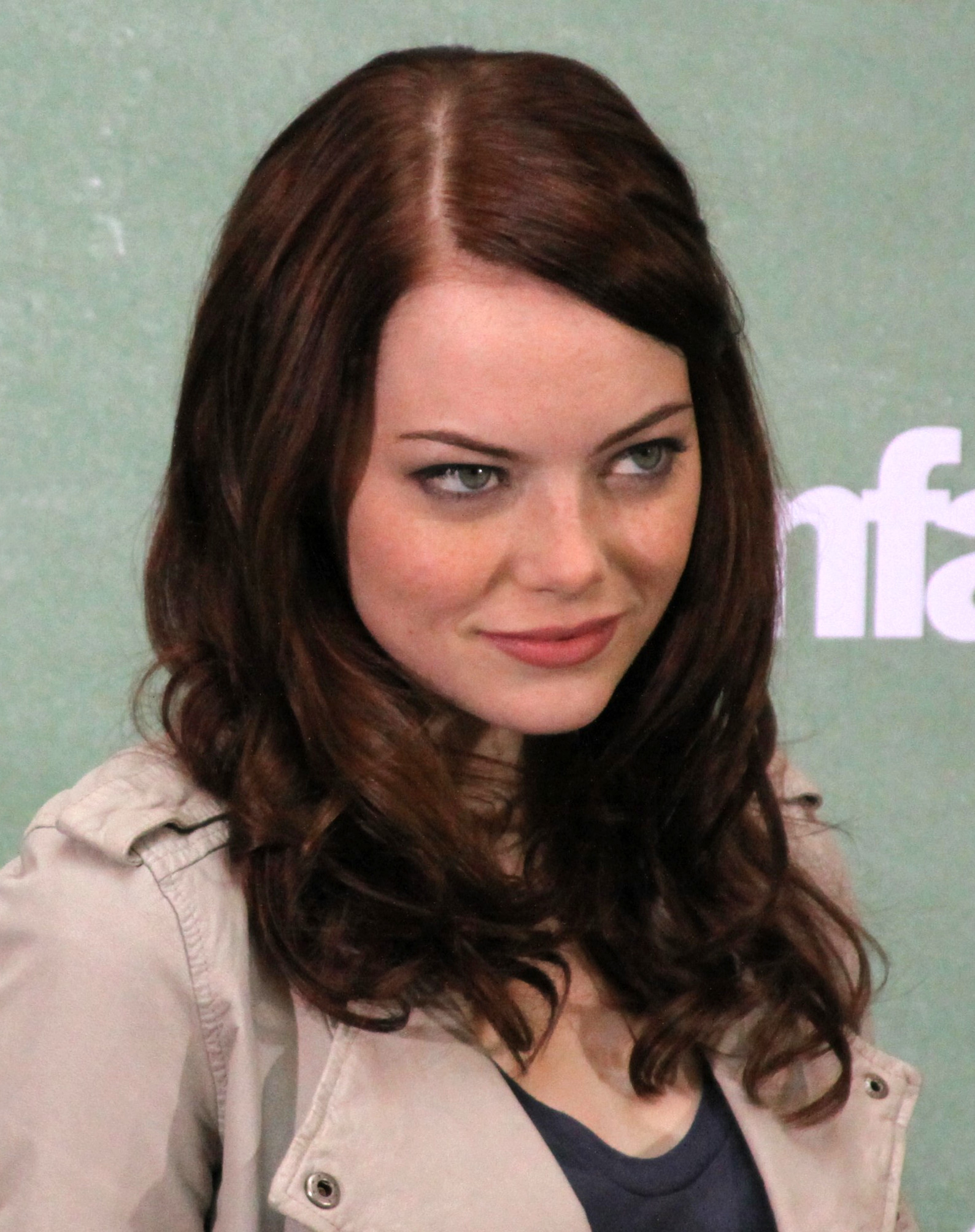
Emma Stone la premiera Easy A în Germania, 2010

Stone s-a lansat în televiziune după ce a obținut rolul lui Laurie Patridge în In Search of the New Patridge Family (2004), o competiție de tip reality Show a postului VH1. Ea a jucat în serialele de televiziune Medium, Malcom in the Middle și Lucky Louie. Debutul ei pe marile ecrane a fost în rolul lui Jules, în comedia Superbad în anul 2007. Stone a jucat rolul lui Violet Trimble în drama Drive până la anularea serialului. în 2008 a apărut în comedia The Rocker alături de Rainn Wilson. În același an, Stone a jucat în The House Bunny, alături de Anna Faris, Katherine McPhee, Kat Dennings, Rumer Willis și Colin Hanks. Stone a jucat rolul președintei unei confraternități feminine și a cântat o melodie din film I Know What Boys Like, o versiune cover a melodiei din anul 1982 cântată de The Waitresses.
În 2009 Stone  a jucat în pelicula Ghost of Girlfriends Past, o comedie romantică alături de Matthew McConaughey și Jennifer Garner. A jucat alături de Woody Harrelson și Jesse Einseberg în comedia/horror Zombieland. Stone a portretizat-o pe Wichita, un artist supraviețuitor din Wichita, Kansas, care călătorea alături de sora ei mai tânără. Tot în 2009 a mai jucat în The Paperman  alături de Jeff Daniels, Ryan Reynolds și Lisa Kudrow. Stone a jucat rolul lui Abby, o dădacă angajată de personajul lui Daniels după ce acesta se mută în Long Island.
În 2010 Stone a fost vocea lui Mazie în filmul Marmaduke. Tot în acest an Stone a primit rolul care i-a adus faima în rândul actorilor de la Hollywood, pelicula Easy A, în care a jucat alături de Amanda Bynes, filmul care i-a adus și o nominalizare la Globul de Aur pentru cea mai bună actriță într-un muzical sau o comedie. Personajul interpretat de ea intră în conflict cu câțiva dintre profesori și câțiva dintre colegii ei mai conservatori din punct de vedere religios din cauza unei bârfe care începe să circule prin școală. Stone joacă alături de Justin Timberlake și Mila Kunis în Friends with Benefits și în pelicula Crazy, Stupid, Love alături de Steve Carell, Julianne Moore, Ryan Gosling și Marisa Tomei. În 2011 a jucat în The Help, pentru care a primit critici pozitive, filmele bucurându-se de un mare succes comercial. Stone a jucat rolul lui Gwen Stacy în filmul Uimitorul Om-Păianjen din 2012, o replică a clasicului Spider Man.

## Filmografie

### Filme
| An   | Titlu                      | Rol                      | Note |
| ---- | -------------------------- | ------------------------ | --- |
| 2007 | Superbad                   | Jules                    | |
| 2008 | The Rocker                 | Amelia                   | |
| 2008 | The House Bunny            | Natalie                  | |
| 2009 | Ghosts of Girlfriends Past | Allison Vandermeersh     | |
| 2009 | Paper Man                  | Abby                     | |
| 2009 | Zombieland                 | Wichita (Krista)         | Scream Award for Best Ensemble Nominalizată - Detroit Film Critics Society Award for Best Ensemble Nominalizată-Scream Award for Best Horror Actress Nominalizată-Teen Choice Award for Choice Movie Actress: Comedy |
| 2010 | Marmaduke                  | Mazie                    | Voce |
| 2010 | Easy A                     | Olive Penderghast        | MTV Movie Award for Best Comedic Performance Teen Choice Award for Choice Movie Actress: Romantic Comedy Nominalizată - Golden Globe Award for Best Actress - Motion Picture Musical or Comedy Nominalizată - MTV Movie Awards Best Female Performance Nominalizată - MTV Movie Awards Best Line from a Movie Nominalizată - The Comedy Awards Breakthrough Performer Nominalizată - The Comedy Awards Best Comedy Actress – Film |
| 2011 | Friends with Benefits      | Kayla                    | |
| 2011 | Crazy, Stupid, Love.       | Hannah Weaver            | Nominalizată - People's Choice Award for Favorite Comedic Movie Actress |
| 2011 | The Help                   | Eugenia Phelan (Skeeter) | Rolul principal |
| 2012 | The Amazing Spider-Man     | Gwen Stacy               | |
| 2013 | Gangster Squad             | Grace Faraday            | |
| 2013 | Movie 43                   | Veronica                 | Segmentul: "Veronica" |
| 2013 | The Croods                 | Eep                      | Voce |
| 2014 | The Amazing Spider-Man 2   | Gwen Stacy               | |
| 2014 | Magic in the Moonlight     | Sophie Baker             | |
| 2014 | Birdman                    | Sam Thomson              | |
| 2015 | Aloha                      | Allison Ng               | |
| 2015 | Irrational Man             | Jill Pollard             | |
| 2016 | "La La Land"               | Mia Dolan                | |
| 2021 | "Cruella"                  | Estella/Cruella De Vil   | |

### Televiziune
| An         | Titlu                                        | Rol                    | Note                                                        |
| ---------- | -------------------------------------------- | ---------------------- | ----------------------------------------------------------- |
| 2005       | The New Partridge Family                     | Laurie Partridge       | TV movie                                                    |
| 2005       | Medium                                       | Cynthia McCallister    | 1 episod                                                    |
| 2006       | The Suite Life of Zack & Cody                | Ivana                  | 1 episod (voce) (sezonul 1, episodul 24, ca și Emily Stone) |
| 2006       | Malcolm in the Middle                        | Diane                  | 1 episod (sezonul 7, episodul 16)                           |
| 2006       | Lucky Louie                                  | Shannon                | 1 episod (sezonul 1, episodul 8)                            |
| 2007       | Drive                                        | Violet Trimble         | 7 episoade                                                  |
| 2010, 2011 | Saturday Night Live                          | Ea însăși – Host       | 2 episoade                                                  |
| 2011       | Robot Chicken                                | Diverse voci           | 2 episoade                                                  |
| 2012       | 30 Rock                                      | Ea însăși              | Episodul: "The Ballad of Kenneth Parcell"                   |
| 2012       | iCarly                                       | Heather                | Episodul: "iFind Spencer Friends"                           |
| 2014       | Saturday Night Live                          | Ea însăși / Gwen Stacy | Andrew Garfield/Coldplay episode                            |
| 2015       | Saturday Night Live 40th Anniversary Special | Roseanne Roseannadanna |                                                             |

### Jocuri video
| An   | Titlu         | Rol                      |
| ---- | ------------- | ------------------------ |
| 2012 | Sleeping Dogs | Amanda Cartwright (voce) |

## Teatru
| An      | Titlu   | Rol          | Note                                   |
| ------- | ------- | ------------ | -------------------------------------- |
| 2014–15 | Cabaret | Sally Bowles | Studio 54 (replaced Michelle Williams) |